# Język sasaru
Język sasaru – język edoidalny używany w miejscowym rejonie rządowym Akoko Edo w Nigerii przez ponad 12 tys. osób.